# Västra Hagen
Västra Hagen – miejscowość (tätort) w Szwecji, w regionie administracyjnym (län) Halland, w gminie Kungsbacka.
Według danych Szwedzkiego Urzędu Statystycznego liczba ludności wyniosła: 1319 (31 grudnia 2015), 1359 (31 grudnia 2018) i 1349 (31 grudnia 2019).